# Pastijaure
Pastijaure (aktuell stavning Bástejávri) är en sjö i Gällivare kommun i Lappland och ingår i Luleälvens huvudavrinningsområde. Sjön har en area på 0,321 kvadratkilometer och ligger 691,1 meter över havet. Pastijaure ligger i Sjaunja Natura 2000-område. Sjön avvattnas av vattendraget Luottojåkkå (Tåresjåkkå).

## Delavrinningsområde
Pastijaure ingår i det delavrinningsområde (750107-164200) som SMHI kallar för Namn saknas. Medelhöjden är 760 meter över havet och ytan är 18,21 kvadratkilometer. Räknas de 2 avrinningsområdena uppströms in blir den ackumulerade arean 27,61 kvadratkilometer. Luottojåkkå (Tåresjåkkå) som avvattnar avrinningsområdet har biflödesordning 3, vilket innebär att vattnet flödar genom totalt 3 vattendrag innan det når havet efter 355 kilometer. Avrinningsområdet består mestadels av kalfjäll (97 procent). Avrinningsområdet har 0,32 kvadratkilometer vattenytor vilket ger det en sjöprocent på 1,8 procent.